# Kathleen Vohs
Kathleen Diane Vohs é uma psicóloga americana. Ela é Professora Distinguida da Universidade McKnight e possui Cadeira Land O'Lakes em Marketing na Escola de Administração Carlson da Universidade de Minesota. Em 2015, foi nomeada ISI Highly Cited Researcher e em 2018 recebeu o Prêmio de Contribuição Científica Distinta da Society of Consumer Psychology.